# Ryszard Janowicz
Ryszard Janowicz (do 1967 nosił nazwisko Pędrak; ur. 17 maja 1932 we Lwowie, zm. 3 lutego 2004 w Krakowie) – saneczkarz, specjalista torów lodowych. Przez znaczną część kariery i po jej zakończeniu mieszkał w Krynicy-Zdroju.
Reprezentował w karierze kluby KTH Krynica, Dunajec Nowy Sącz, Start Bielsko, Zdrowie Warszawa i Górnik Katowice. Brał udział w igrzyskach olimpijskich w Innsbrucku 1964, zdobył trzy medale mistrzostw świata: w 1958 został wicemistrzem świata w jedynkach dokładając do tego brąz w dwójkach (z Heleną Lachetą). W 1963 odniósł największy sukces zostając w parze z Lucjanem Kudzią mistrzem świata w dwójkach.
Największe sukcesy:
- igrzyska olimpijskie 1964 – 5. miejsce (dwójki, z Lucjanem Kudzią)
- mistrzostwa świata:
  - jedynki – 1958 2. miejsce, 1962 5. miejsce, 1963 6. miejsce;
  - dwójki – 1957 7. miejsce, 1958 3. miejsce (z Heleną Lachetą), 1963 1. miejsce (z L. Kudzią)
- mistrzostwa Polski – 7 tytułów mistrzowskich w jedynkach i dwójkach
- mistrzostwa Czechosłowacji – 3 tytuły
- wicemistrz Polski w skeletonie